# Karatal
Le Karatal (en russe : Каратал ; en kazakh : Қаратал, Qaratal, ce qui signifie « saule noir ») est une rivière du Kazakhstan. Il s'agit de la deuxième plus grande rivière se jetant dans le lac Balkhach, après l'Ili. La rivière est généralement gelée de décembre à mars.